# Pavol Krúpa
Pavol Krúpa (* 6. března 1972, Bratislava) je slovenský podnikatel a finančník žijící v České republice, majitel investiční společnosti Krupa Global Investments, dříve akcionář skupiny Arca Capital. V rámci svého podnikání agresivně skupuje firmy ve finančních potížích za účelem jejich ovládnutí.
Přístup v kauze OKD a tlak vyvíjený na Zdeňka Bakalu ocenil prezident Miloš Zeman, který ho v roce 2018 vyznamenal medailí Za zásluhy.

## Studium a počáteční kariéra
V roce 1994 vystudoval Ekonomickou univerzitu v Bratislavě, s podnikáním však začal již na střední škole. Sám při přednášce na pražské VŠE uvedl: „Můj první obchod byl takový, že jsem v Rakousku nakoupil zimní bundy po sezoně za několik set a před další zimou je prodával za dva a půl tisíce.“ Později s Peterem Krištofovičem založil společnost podomně prodávající finanční a pojišťovací produkty.

## Podnikání
V roce 2003 založil na Slovensku společnost Arca Capital. Ta se zaměřuje na správu aktiv, energetiku a hledání obchodních příležitostí. Skupina Arca působí především ve střední a východní Evropě, má zastoupení v Bratislavě, Praze, Londýně a v Kyjevě a spravuje aktiva přes 1,4 miliardy eur (zhruba 36,5 miliardy korun). V roce 2018 Krúpa skupinu opustil.
Podnikání se později věnoval pod vlastní hlavičkou Krupa Global Investments a.s. (KGI).

## Kauzy a kontroverze
S agresivní podnikatelskou strategií Pavola Krúpy se pojí i řada různých kauz a kontroverzí.

### Odkup akcií od Stanislava Grosse
Pavol Krúpa v říjnu 2007 koupil od bývalého českého premiéra Stanislava Grosse za cca 110 milionů Kč akcie společnosti Moravia Energo. Poté Krúpa tvrdil, že si akcie hodlá ponechat tři až pět let, aby je vzápětí prodal podnikateli Tomáši Chrenkovi za cca 150 milionů Kč. Tento obchod vyvolal podezření, že Pavol Krúpa se za výraznou provizi podílel na této transakci s cílem zdánlivě legalizovat Grossovo zbohatnutí.

### Podezření ze zneužití interních informací ČEZ
Od konce roku 2006 vedla polostátní energetická společnost ČEZ a.s. soudní spor s bývalými minoritními akcionáři Severomoravské energetiky o doplacení hodnoty jejich akcií ve výši 20 mil. Kč. V roce 2013 do sporu skrytě vstoupila Krúpova společnost Arca Capital a ČEZ byl náhle ochoten vyplatit 349 mil. Kč, z čehož Arca Capital získala 166,4 mil. Kč. Obchod vyvolal pozornost Finančně analytického útvaru ministerstva financí a vedl až k zásahu policie, která nechala celou částku zmrazit a vedla v dané věci vyšetřování. Pavol Krúpa později médiím vysvětloval, že si pouze pročítal výroční zprávu společnosti ČEZ, a přitom jej napadlo, jak je v tomto sporu pozice ČEZ slabá a že by na celé věci mohl vydělat. Za čtrnáct dní poté vyšlo najevo, že ČEZ podal trestní oznámení na svého bývalého zaměstnance, který zřejmě z firmy vynášel interní informace a jehož přímý příbuzný z tohoto obchodu profitoval.

### Pokus o ovládnutí ČKD
V listopadu 2016 se Pavol Krúpa vyjádřil, že by uměl na tehdy krachujícím podniku ČKD vydělat, neboť dovede zpeněžit majetek, který by v ČKD stále měl být. Následně vyšlo najevo, že Krúpa v Arca Capital zaměstnal bývalou finanční ředitelku ČKD Soňu Vladařovou jako investiční ředitelku a členku dozorčí rady. Samotná Vladařová byla v dubnu 2018 obviněna Národní centrálou proti organizovanému zločinu z účasti na daňových podvodech v ČKD.

### Korupce politiků na Ukrajině a podpora Janukovyče
V souvislosti se svým podnikáním na Ukrajině Pavol Krúpa v rámci mediálních interview opakovaně připustil korumpování ukrajinských úředníků a politiků. V roce 2013 zveřejnil prohlášení, ve kterém schvaloval uvěznění bývalé ukrajinské premiérky Julie Tymošenkové a později ji označil za zkorumpovanou. Již v roce 2010 vychvaloval v médiích schopnosti tehdejšího ukrajinského prezidenta Janukovyče a tvrdil, že Ukrajina prostě potřebuje vládu silné ruky.

### Obvinění z vydírání Zdeňka Bakaly
Zdeněk Bakala zažaloval v roce 2018 Pavla Krúpu u amerických a švýcarských soudů za údajné snahy dotlačit Bakalu, aby mu vyplatil desítky milionů dolarů, výměnou za ukončení Krúpovy kampaně proti němu.
Federální soud v Jižní Karolíně zveřejnil řadu dokumentů potvrzujících spolupráci mezi Pavlem Krúpou a firmou Crowds on Demand (Davy na zakázku) Adama Swarta při organizaci kampaně proti Zdeňku Bakalovi. V letech 2018 a 2019 inkasoval Swart od Krúpových firem téměř 1,5 milionu dolarů. Součástí kampaně byla stránka StopBakala.org, najatí komparsisté, kteří chodili demonstrovat před Bakalův dům a placení autoři, kteří zasílali kritické maily institucím, které Bakala sponzoruje (Aspen Institute, Dartmouth College, DOX, Knihovna Václava Havla, Design Museum v Londýně). Swart poskytl soudu e-mailovou korespondenci a přiznal, že objednávka na očerňující kampaň proti Zdeňku Bakalovi přišla roku 2018 od firem Arca Capital a Krupa Global Investments a v rámci narovnání zřídil web ApologyToBakala. Krúpa si původně pro spor s Bakalou najal čtyři právníky, ale ukončil s nimi spolupráci pro finanční problémy, do nichž se v poslední době dostal.
Městský soud v Praze vyhlásil v srpnu 2022 na popud Bakaly s Krúpou insolvenční řízení. Bakala požaduje zaplacení 777 milionů korun, které měl Krúpa uhradit na základě rozsudku amerického soudu.

### Ztráta důvěry ze strany České národní banky
V únoru 2018 Česká národní banka neschválila záměr Pavola Krúpy řídit investiční fond Arca Capital CEE, označila Pavola Krúpu pro předchozí prohřešky vůči právním předpisům upravujícím činnost investičních společností, za nedůvěryhodnou osobu a výslovně uvedla, že o znovunabytí důvěryhodnosti je možné uvažovat nejdříve po uplynutí deseti let.
Podle právního týmu advokátní kanceláře Langmeier & Co., která zastupuje na 70 věřitelů, je Arca tzv. "černá banka", jejíž hlavní činností je vydávání směnek a dluhopisů. Úpadek by tak měla řešit Česká národní banka, která zřejmě zanedbala svou dohledovou povinnost.

## Státní vyznamenání a vztah s Milošem Zemanem
28. října 2018 obdržel Pavol Krúpa z rukou prezident Miloše Zemana státní vyznamenání – Medaili Za zásluhy I. stupně. Prezident republiky Krúpu ocenil zejména za jeho boj proti podnikateli Zdeňku Bakalovi a soustavnou kritiku jeho působení v OKD, zejména stran vyvádění peněz a převodu hornických bytů.
Pavol Krúpa je podporovatelem Miloše Zemana a v roce 2017 byl významným dárcem Zemanovy Strany práv občanů. Zeman také koupil pozemek v Mnichovicích, který se nachází vedle nemovitosti Pavla Krúpy.

## Soukromí a rodina
Pavol Krúpa je známý svou oblibou luxusních aut značek Ferrari či Mercedes. Je svobodný a bezdětný.
Jeho bratr Jozef je starostou Záhorské Bystrice. Synovec Juraj Krúpa „proslul“ střelbou z airsoftové pistole po chodcích v ulicích Bratislavy a vulgárními výroky před novináři po volbách bratislavského primátora v roce 2014.